# Enea Jorgji

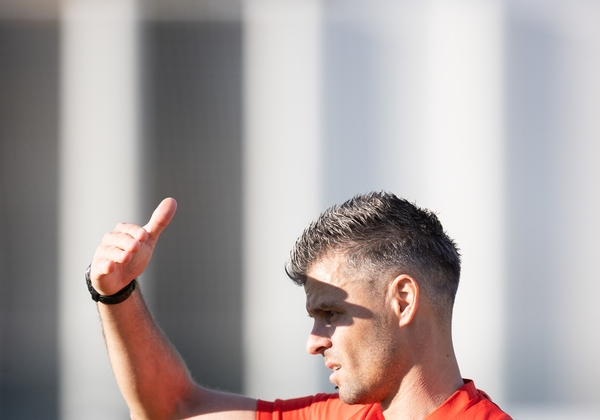
Enea Jorgji (2021)

Enea Jorgji (* 15. August 1984 in Elbasan) ist ein albanischer Fußballschiedsrichter.
Seit 2002 steht er auf der Liste der FIFA-Schiedsrichter und leitet internationale Fußballspiele.
In der Saison 2018/19 leitete Jorgji erstmals ein Spiel in der Europa League, in der Saison 2023/24 erstmals ein Spiel in der Champions League sowie in den Qualifikationen zu beiden Wettbewerben. Zudem pfiff er bereits Partien in der Nations League, in der EM-Qualifikation für die Europameisterschaft 2021, in der europäischen WM-Qualifikation für die Weltmeisterschaft 2018 in Russland und die WM 2022 in Katar sowie Freundschaftsspiele.
Außerdem leitete Jorgji zwei Spiele bei der U-19-Europameisterschaft 2014 in Ungarn.
Jorgji hat in seiner Heimatstadt Wirtschaft studiert und arbeitet dort in der Verwaltung der Bashkia.